# Sodaleta umbraculorum
Sodaleta umbraculorum är en snäckart som först beskrevs av Cox 1864.  Sodaleta umbraculorum ingår i släktet Sodaleta och familjen Helicarionidae. Inga underarter finns listade i Catalogue of Life.